# Complete single collection '97-'08
『complete single collection '97-'08』（コンプリート・シングル・コレクション）は、the brilliant greenのベスト・アルバム。2008年2月20日にデフスターレコーズから発売された。

## 解説
「the brilliant green」初のベスト・アルバムで、バンド10周年企画の締めくくりとして『Music Video Collection '98-'08』と同時発売された作品。ベスト・アルバムではあるが、バンド名義のアルバム作品としては4枚目のオリジナル・アルバム『THE WINTER ALBUM』以来実に6年ぶりの作品である。収録作品はデビューシングル「Bye Bye Mr.Mug」から発売当時の最新作で17枚目のシングルである「Ash Like Snow」までのA面を時系列順に並べただけとなっており、アルバム曲、B面曲などは一切収録されず、タイトルのとおり『シングル・コレクション』の形態をとったベスト・アルバムである。なお、一部オリジナル・アルバム未収録のシングルA面曲が存在することや、全ての楽曲がシングルバージョンで収録されているために、一部の楽曲はここで初アルバム化となる。
初回生産限定盤は豪華パッケージ仕様で『グループの意向により独自の加工を施している』と割れ目や擦り切れに対する注意書きが施されている。特典として「There will be love there -愛のある場所-」以降のPVが収録されたDVDが付属しており、ブックレットもグループ写真が多く使われた豪華めの内容になっている。このDVDと同時発売のビデオコレクションとの違いは特典映像や副音声でのコメント、ブックレットに載っている「京都ぶらり旅」の映像が収録されていないことであり、基本的に同じ映像が収録されている。また、初回盤はディスクの取り出し方も特殊で、無理に取り出そうとするとディスクを破損する虞があるために取り出し方の説明書が付属している。
2008年3月3日付のオリコンアルバムチャートで首位を獲得。アルバムでの首位獲得は自身初である。

## 規格品番

### 初回限定盤
- CD：DFCL-1441
- DVD：DFCL-1442

### 通常盤
- DFCL-1443

## 収録曲

### CD
1. Bye Bye Mr. Mug
1stシングル。アルバム初収録。
2. goodbye and good luck
2ndシングル。アルバム初収録。
3. There will be love there -愛のある場所-
3rdシングル。
4. 冷たい花
4thシングル。
5. そのスピードで
5thシングル。
6. 長いため息のように
6thシングル。
7. 愛の♥愛の星
7thシングル。
8. CALL MY NAME (JAPANESE VERSION)
8thシングル。アルバム初収録。
9. BYE! MY BOY!
9thシングル。
10. Hello Another Way -それぞれの場所-
10thシングル。シングルバージョンはアルバム初収録。
11. angel song -イヴの鐘-
11thシングル。
12. Forever to me 〜終わりなき悲しみ〜
12thシングル。シングルバージョンはアルバム初収録。
13. Rainy days never stays
13thシングル。シングルバージョンはアルバム初収録。
14. I'M SO SORRY BABY
14thシングル。シングルバージョンはアルバム初収録。
15. Stand by me
15thシングル。アルバム初収録。
16. Enemy
16thシングル。アルバム初収録。
17. Ash Like Snow
17thシングル。アルバム初収録。

- 全作詞：川瀬智子 / 全作曲：奥田俊作
- 編曲：the brilliant green（#3はthe brilliant green & 笹路正徳）

### DVD
1. There will be love there -愛のある場所-
2. 冷たい花
3. そのスピードで
4. 長いため息のように
5. 愛の♥愛の星
6. CALL MY NAME
7. BYE! MY BOY!
8. Hello Another Way -それぞれの場所-
9. angel song -イヴの鐘-
10. Forever to me ～終わりなき悲しみ～
11. Rainy days never stays
12. I'M SO SORRY BABY
13. Stand by me
14. Enemy
15. Ash Like Snow